# Incantations
Pour l’article homonyme, voir Incantation (homonymie).
Albums de Mike Oldfield
Ommadawn
(1975) Platinum
(1979)
Incantations est un album composé et principalement interprété par Mike Oldfield. C'est son quatrième album, et le premier à proposer une œuvre divisée en plus de deux parties. Le 33 tours était un double album, tandis que le CD a pu inclure l'œuvre entière sur un seul disque.

## Généralités
Incantations a été enregistré à Througham Slad, propriété où Mike Oldfield s'est installé après avoir terminé Ommadawn. Oldfield désirait alors réaliser un disque qui utiliserait un petit orchestre, et quelques-unes de ses déclarations indiquent qu'il aurait pu emménager dans cette nouvelle maison pour la simple raison qu'elle disposait d'assez de place pour accueillir une telle formation. 
La pochette a été réalisée par Trevor Key. La plage sur la pochette est Cala Pregonda, à Minorque.
C'est durant son travail sur Incantations que Mike Oldfield a suivi une thérapie qui semble avoir affecté sa façon d'écrire, puisqu'on relève des différences de style entre les parties de l'album écrites avant ou après cette thérapie (une analyse détaillée postée sur un forum défend cette analyse en réidentifiant les sections qui seraient antérieures ou postérieures à cette thérapie).
Les paroles de la 2e partie sont extraites de Le Chant de Hiawatha du poète américain Longfellow, parfois modifiées pour s'adapter à la musique. Les premières minutes de la 2e partie correspondent à un thème interprété à la trompette sur la 1re partie, mais joué à l'envers.
Quand la version CD a été publiée pour la première fois, la 3e partie a été raccourcie de 16:59 à 13:49 en coupant l'intro, car les CD de l'époque avaient une capacité moindre qu'actuellement. Quand les CD de 74 minutes sont devenus la norme, la partie 3 a pu être incluse intégralement.
Les paroles de la 4e partie sont, avec des adaptations similaires, celles de l’Ode à Cynthia (parfois nommée Hymne à Diana), de Cynthia's Revels (Les Divertissements de Cynthia) de Ben Jonson. Une version différente de la 4e partie a été utilisée comme musique du documentaire The Space Movie.

## Pistes de l'album
1. Part 1 (19:08)
2. Part 2 (19:36)
3. Part 3 (16:58)
4. Part 4 (17:01)

## Personnel
- Mike Oldfield - basses (acoustique et électrique), guitares électriques, piano, synthétiseurs, percussions, Vocoder

Avec, dans l'ordre alphabétique :
- David Bedford - direction de l'orchestre et du chœur
- Sebastian Bell - flûtes
- Jabula - percussions africaines
- Mike Laird - trompette
- Pierre Moerlen - batterie et vibraphones sur Incantations Part 4
- Sally Oldfield - chant
- Terry Oldfield - flûtes
- Maddy Prior - chant (sur Song of Hiawatha et Ode To Cynthia)
- Queen's College Girls Choir - chœurs